# Koppal

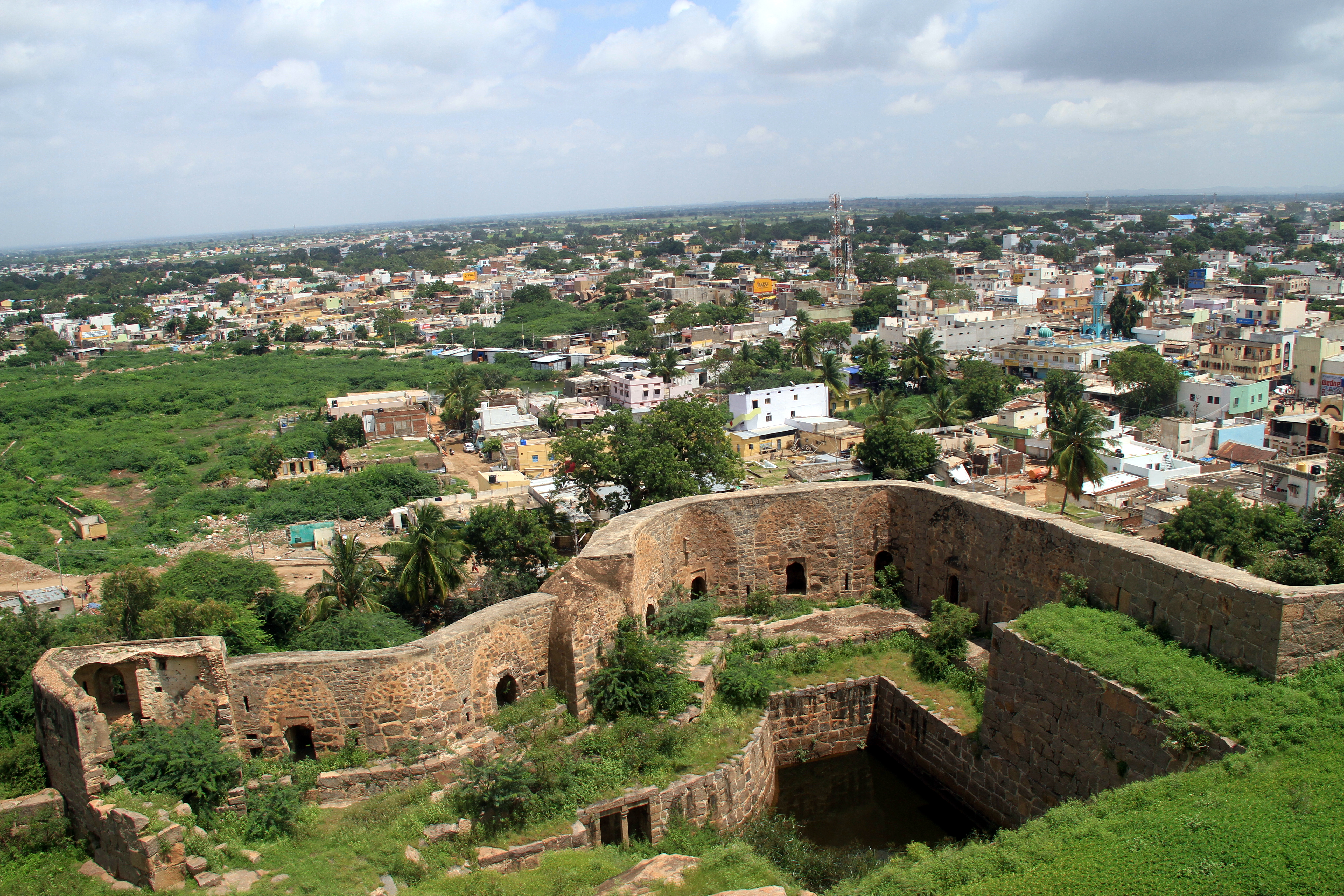
Vy över Koppal, med fortet i förgrunden.

Koppal (kannada: ಕೊಪ್ಪಳ) är en stad i den indiska delstaten Karnataka, och administrativ huvudort för ett distrikt med samma namn. Folkmängden uppgick till 70 698 invånare vid folkräkningen 2011.